# Саморушна гармата

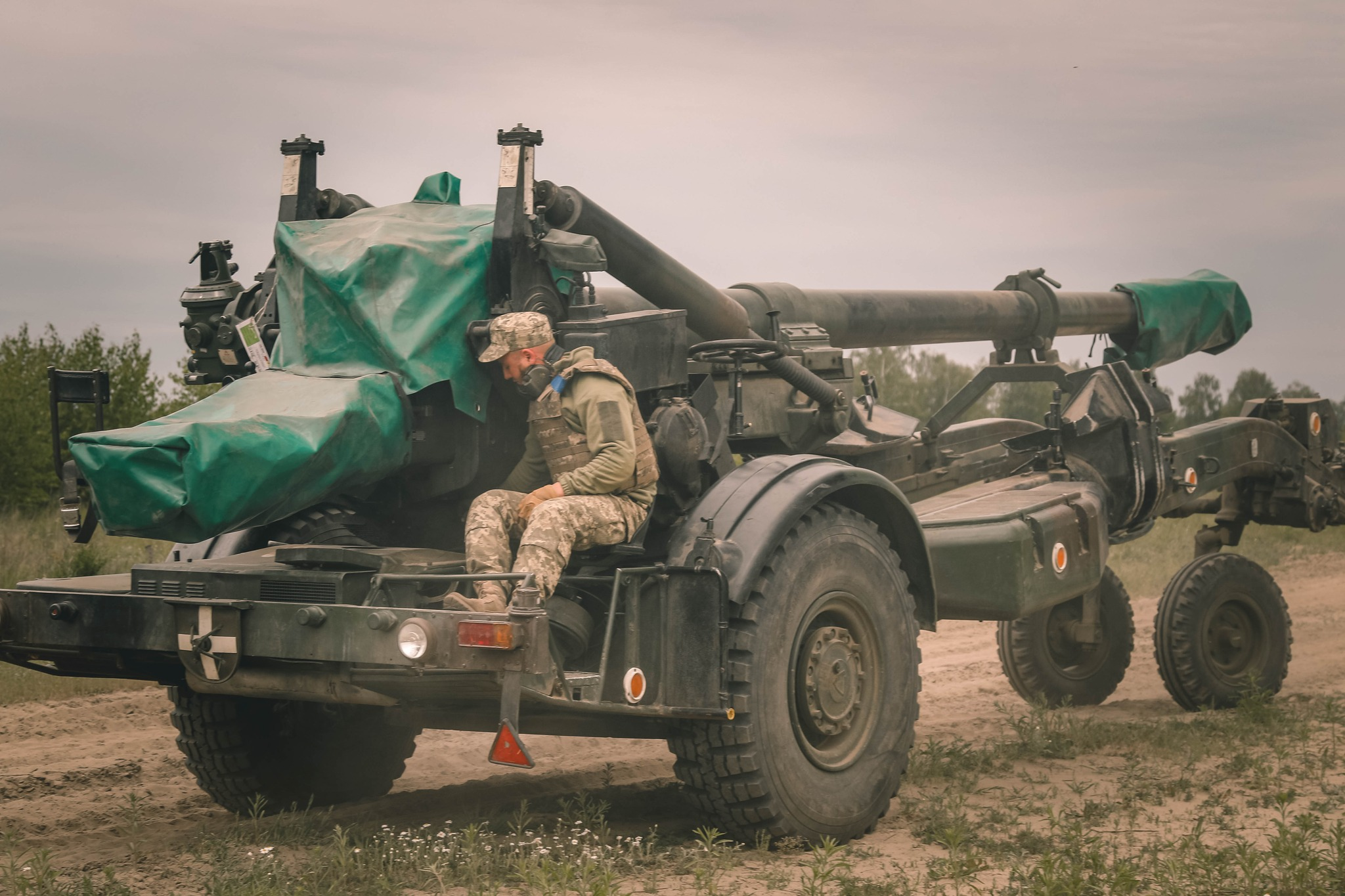
Українська обслуга FH70 переміщується на гарматі

Саморушна гармата — артилерійська система з агрегатами саморуху, які дозволяють їй самостійно здійснювати під час бою переміщення на невеликі відстані; на значні відстані транспортується артилерійським тягачем, аналогічно стандартним буксированим гарматам. Завдяки можливості саморуху (і, як наслідок, швидкої самостійної зміни вогневих позицій) постійно знаходиться в бойових порядках піхоти і має постійну можливість вести стрільбу прямою наводкою.

## Опис конструкції
Конструктивно саморушна гармата є буксируваною артилерійською установкою, на лафет якої встановлені агрегати саморуху — силова установка (як правило, компактний карбюраторний двигун невеликої потужності), трансмісія (зчеплення, коробка перемикання передач, головний вал, міст і бортові передачі ведучих коліс) і механізми управління (рульове управління, гальма, приводи управління роботою двигуна і трансмісії). Двигун і трансмісія можуть розміщуватися на станині або на спеціальній рамі і, як правило, захищаються протикульовою бронею. Під час буксирування ведучі колеса відключаються від трансмісії. Для підвищення прохідності гармати додатково може оснащуватися пристосуванням для самовитаскування і з'ємними ланцюгами проти ковзання коліс.
Функцію водія саморушної гармати виконує один з номерів гарматного розрахунку.

## Історія
Концепція артилерійської гармати, близької по масово-габаритним характеристикам і застосуванню до буксируваних і при цьому здатної самостійно пересуватися на невеликі відстані по полю бою, вперше з'явилася і була реалізована в 1920-х роках в проекті першої радянської самохідної артилерійської установки «Арсеналець». Проте, дана машина, близька до саморушної гармати за концепцією, не може в повному сенсі вважатися такою, оскільки технічно є повноцінною гусеничною САУ.
Окремі спроби оснащення гармат польової артилерії агрегатами саморуху робилися в період Другої світової війни, проте розвитку вони не отримали. Вперше саморушні гармати як клас з'явилися в післявоєнний період в СРСР; згодом аналогічні системи були прийняті на озброєння і арміями інших держав.

## Перелік
- «Арсеналець»[ru] (1928), 45 мм
- СД-57 (1957), 57 мм
- FH70 (1970), 155 мм
- GC-45[en] (1970-ті), 155 мм
- FH77 (1978), 155 мм
- TRF1 (1979), 155 мм
- G5[en] (1981), 155 мм
- 2А45М «Спрут-Б» (1989), 125 мм
- FH-2000[en] (1993), 155 мм
- 155 K 98[en] (1998), 155 мм
- SIAC[en] (2002), 155 мм